# Beverly Hills Teens
Turma da Pesada (Beverly Hills Teens, no original) foi um desenho animado norte-americano da década de 1980 produzido por DiC Entertainment. No Brasil, foi exibido entre 1989 e 1992 pela Globo, nos programas Xou da Xuxa e Show do Mallandro. Contava as aventuras de uma turma de adolescentes extremamente ricos de Beverly Hills, Califórnia.

## Personagens
- Bianca Dupree - beldade de cabelos pretos que vive esquematizando tomar Troy para ela. Arrogante, prepotente e vaidosa. Sempre acompanhada de Wilshire, que a idolatra, mas a quem ela oferece apenas desprezo.
- Blaze Summers - vaqueira loira muito amistosa com todos.
- Buck Huckster - o aproveitador.
- Chester McTech - O garoto inventor que é um gênio científico, ainda que ingenuo. Geralmente suas invenções são exploradas por Pierce e Bianca para seus fins.
- Imperatriz - poodle de Bianca. Odeia Wilshire.
- Gig - o roqueiro; vive uma amizade colorida com Jett.
- Jett - a roqueira de cabelo espalhafatoso; vive uma amizade colorida com Gig.
- Larke Tanner - A menina de ouro loira de olhos azuis de Beverly Hills que está de pernas para o ar apaixonada por Troy. Ela dirige uma Ferrari cor de rosa brilhante, normalmente acompanhada de sua gata de estimação, Tiara. Ela é uma modelo e muitas vezes ganha muitos dos concursos, embora Bianca sempre tente sabotá-la. Bondosa e doce ao extremo, ela é o completo oposto de Bianca.
- Nikki Darling - a atriz.
- Pierce Thorndyke III - O egoísta, efeminado, esnobe e narcisista, acredita piamente que é o Casanova. Ele muitas vezes junta-se a Bianca nos seus esquemas mal sucedidos a fim de separar Larke e Troy, porque enquanto Bianca quer Troy, Pierce quer Larke, embora  corteje Tara de vez em quando também. Apesar das suas questões de personalidade, Pierce realmente tem o momento amável ocasional. Pierce usa um mini-computador chamado C.A.D (Computer Aided Datemaker, ou Assistente Eletronico de Encontros, para abreviar), que constantemente faz comentários irônicos contra Pierce. C.A.D mantém todos os segredos mais embaraçosos de Pierce.
- Jillian Thorndyke - irmãzinha de Pierce; tenta bancar a adulta.
- Radley - O surfista, amigo de Troy e Gig.
- Shanelle Spencer - A afro-americana, única com algum juízo na série.
- Switchboard - A paparazzi. Seu verdadeiro nome é Brenda.
- Tiara - gata de Larke.
- Tara Belle - A beleza do sul estadunidense. Ingenua e gentil.
- Troy Jeffries - Mais popular garoto da Beverly Hills High School. Apesar disso, só tem olhos para Larke.
- Wilshire Brentwood: chauffeur de Bianca. Apaixonado por Bianca, o único a gostar até de seu jeito egocêntrico. Apesar de em um episódio a turma tê-lo ajudado a se tornar um cara mais confiante, e até atraiu a atenção de Bianca, mas ele preferiu voltar a ser seu capacho.